# 浪成波痕

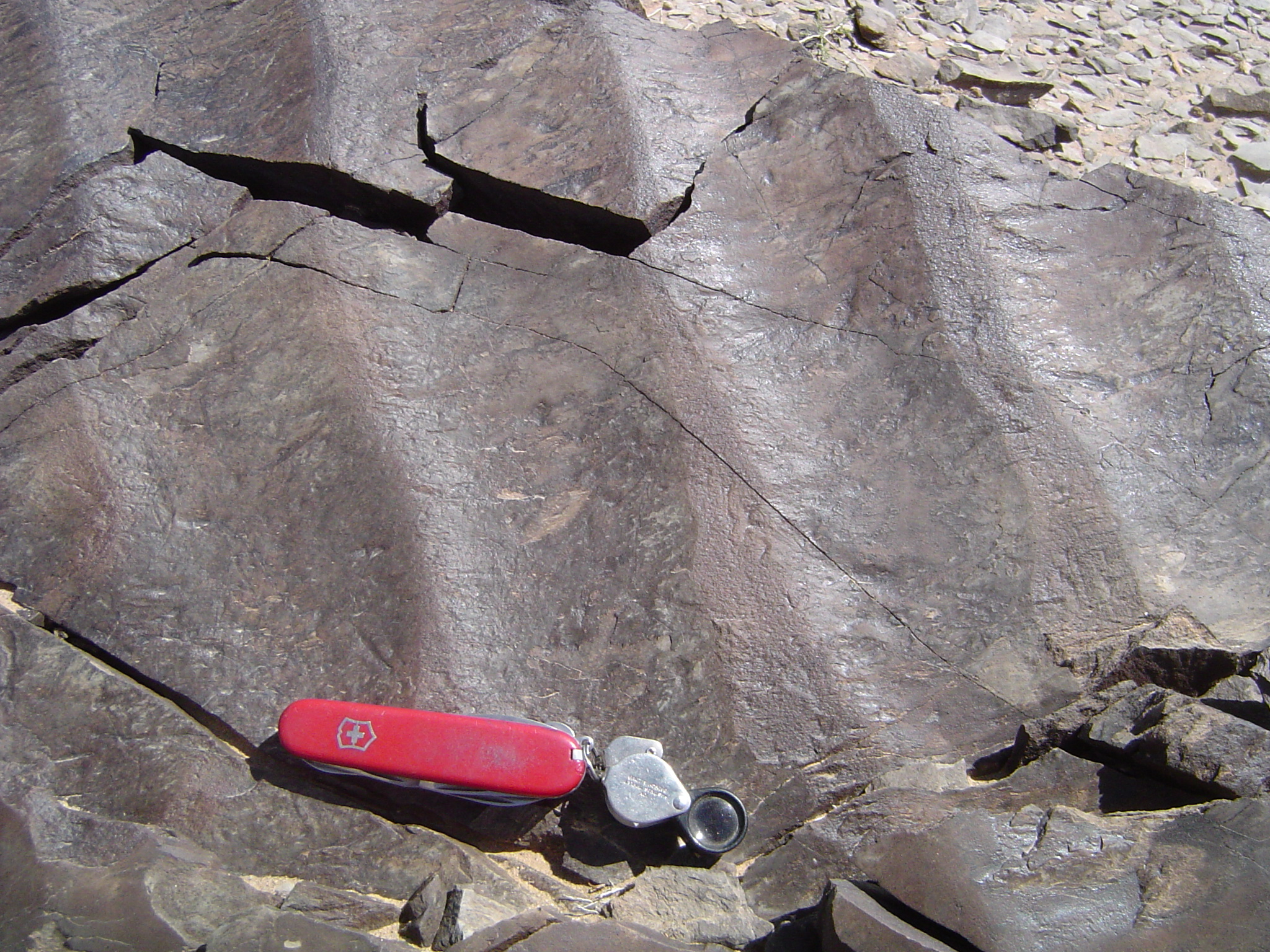
雙向波痕、地點：Nomgon, 蒙古

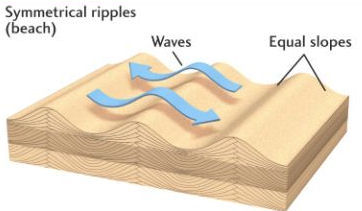
對稱波痕

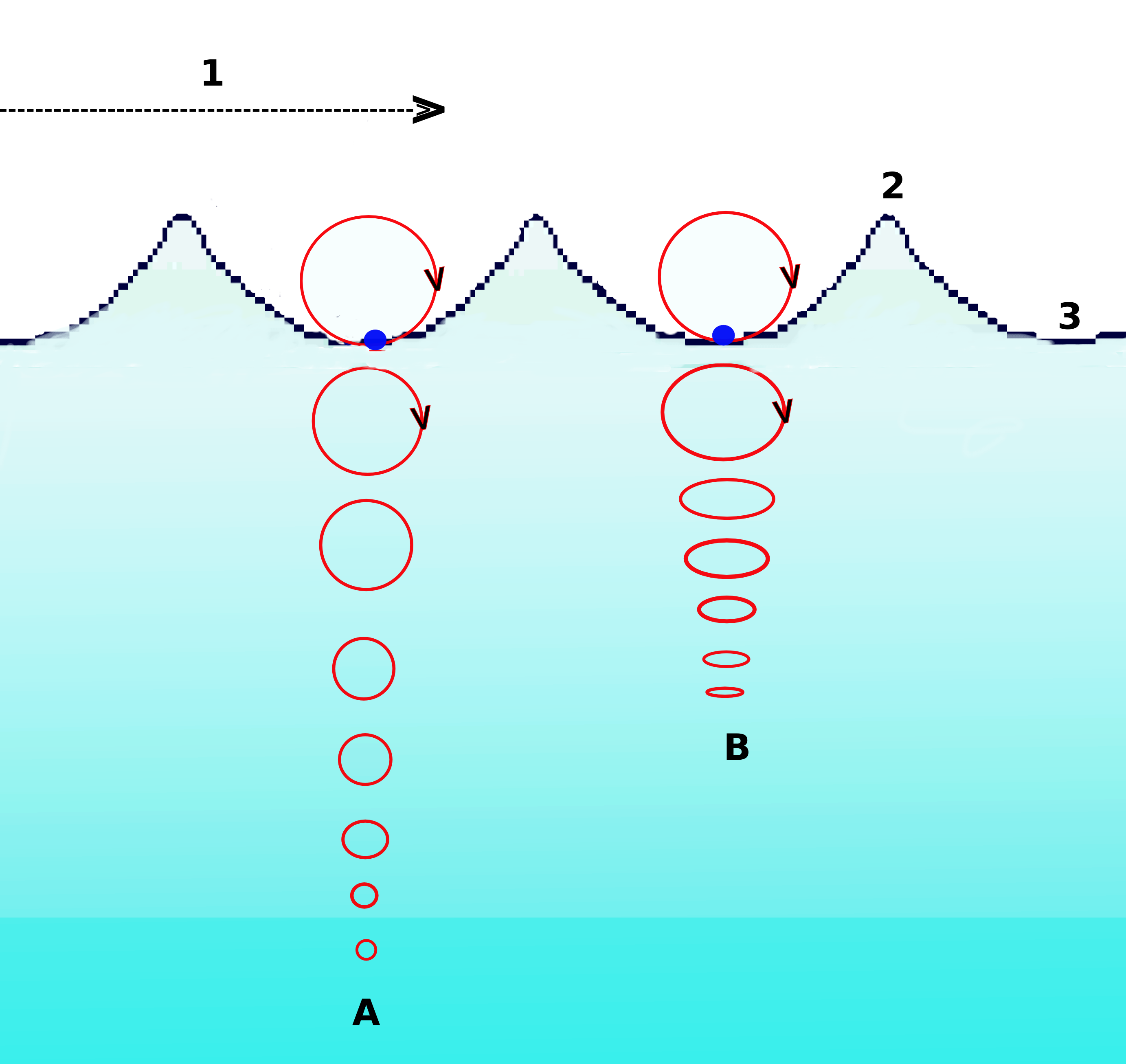
波動-i18n
A=深水振盪運動的影響
B=淺水中振盪運動的影響
1=波浪的前進
2=波峰
3=波谷

浪成波痕（英語：wave-formed ripples）是沉積物（砂岩、石灰岩、粉砂岩）和沙丘的特徵。這些波痕標記特徵是對稱的橫截面和較長直的波峰。因此與水流波痕（波痕）不同，這些浪成波痕通常可能分叉。又可能會被後續波痕截斷。它們的波長（週期性）取決於波浪中的沉積物粒度、水深和水粒子軌道。在潮灘上，浪成波痕的模式可能很複雜，因爲受深度和風向以及潮汐徑流方向變化的影響。 對稱浪成波痕常見於淺水區。
雖然浪成波痕通常是對稱的，但不對稱的在沙灘沿岸的淺水中很常見。它們是由通過垮塌浪波（水粒子運動觸底）產生的底部振盪而產生的，底部振盪在相反方向強度不同。 
浪成波痕的環境表示微弱水流波痕環境。
雖然對稱波痕也稱為雙向波痕，但它們之間是有區別的。 由於兩個方向的力不同，雙向波痕很少是對稱的，其中波浪形成或振蕩波痕是由水分子的圓形水運動模式形成的。 這些波痕與海岸線平行。 它們通常顯示圓形槽和圓形波峰。

## 水流波痕（波痕）
水流波痕（波痕）是在水底形成垂直於水流方向的小長脊。 若水流方向不變在，就會形成不對稱的波痕。 不對稱波痕在下游的斜率比較陡峭。若水流方向交替相反，就形成對稱波痕。 它波峰的兩側具有相同的斜率。 

## 形成
當水分子以小圓圈振盪時，就會形成對稱的漣漪。 波浪中的水粒子不隨波浪移動，而是在波峰和波谷之間的一個小圓圈中移動。所有受波浪影響的水分子，作相同的運動。 一直到波長 1/2 的深度。 這時水分子的圓形運動會帶動水底的沉積物，造成沉積物的對稱的波紋。 這些波紋可以是直的波峰或彎曲的。